# Parasitismo de puesta

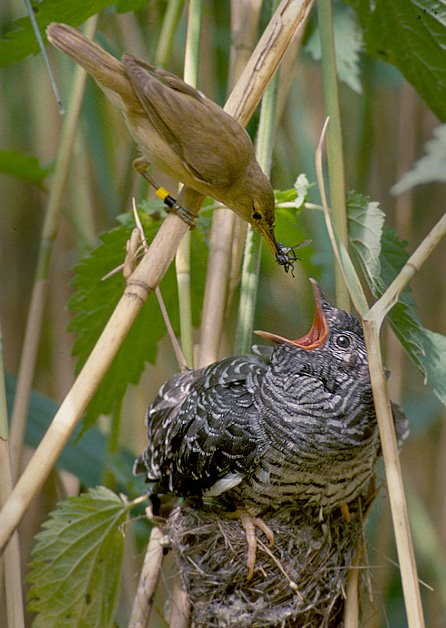
Un cuco común está siendo criado por un carricero común.

Los parásitos de puesta (o parasitismo de nido), son organismos que usan la estrategia llamada parasitismo de puesta, la cual consiste en un tipo de cleptoparasitismo que se encuentra entre algunas especies de aves, peces, insectos y tortugas de agua dulce. Esta estrategia consiste en la manipulación y uso de individuos huéspedes u hospedadores de la misma especie (parasitismo de puesta intraespecífico) o de otra especie (parasitismo de puesta interespecífico) para criar la descendencia del parásito de puesta.
Este proceso libera a los progenitores parásitos de la inversión de cría de los jóvenes o de la construcción del nido, permitiéndoles pasar más tiempo alimentándose y produciendo más descendencia.

## Aves

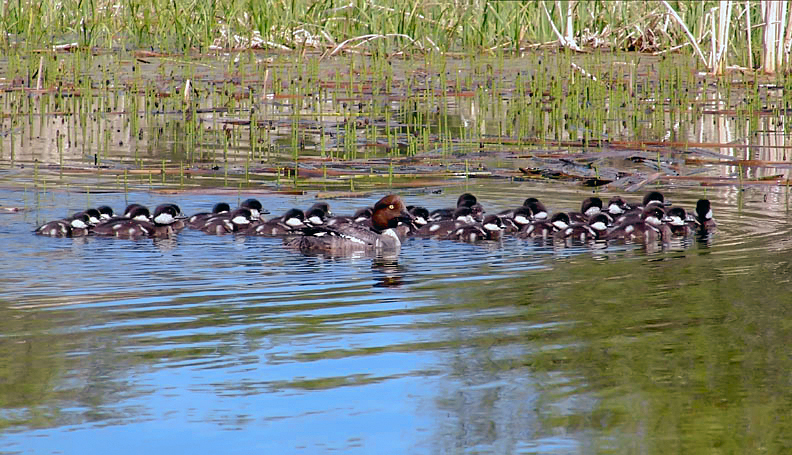
La hembra del pato porrón osculado pone sus huevos en los nidos de otras hembras.

En muchas especies de aves monógamas, existen apareamientos fuera de la pareja, lo que hace que machos fuera de la pareja resulten progenitores y esto es usado por ellos para escapar de la inversión parental de la cría de la descendencia. Esta forma de evadir la inversión parental es sobrepasada en un grado superior cuando las hembras ponen sus huevos en nidos de otros individuos. El parasitismo de puesta intraespecífico se ve en un número de especies de patos con hembras que ponen sus huevos en nidos de otras, por ejemplo en el porrón osculado.
Entre los parásitos de puesta interespecíficos se incluyen a los cucos del Viejo Mundo en Eurasia y Australia, el cuclillo crespín, los boyeros y el pato rinconero en América, y las viudas y los indicadores en África. La mayoría de los parásitos de puesta son especialistas que solo van a parasitar a una sola especie hospedadora o un pequeño grupo de especies estrechamente relacionadas. Así las viudas parasitan generalmente a veteranos y los indicadores parasitan a picos y a algunos capitónidos. Sin embargo, cuatro de cinco boyeros parásitos son generalistas, que parasitan una amplia variedad de hospedadores. El boyero cabecipardo tiene 221 hospedadores conocidos. Los parásitos de puesta interespecíficos usualmente ponen un huevo por nido, aunque en algunos casos, particularmente los boyeros o renegridos, varias hembras pueden parasitar el mismo nido.
El cuco común presenta un caso interesante en el cual la especie como un todo parasita una amplia variedad de hospedadores, pero las hembras individuales se especializan en una sola especie. Los genes reguladores de la coloración de los huevos parecen ser pasados exclusivamente por línea materna, permitiendo a las hembras poner huevos que se mimetizan en el nido de la especie hospedadora en la cual ellas están especializadas. Los machos del cuco común van a fertilizar las hembras de todas las líneas, manteniendo suficiente flujo genético entre las distintas líneas maternas.
Los mecanismos de selección de hospedadores por las hembras de los cucos son poco claros en algunos aspectos, aunque varias hipótesis se han intentado para explicar la elección. Entre éstas se incluyen la herencia genética de preferencia de hospedador, la impronta del hospedador en el pichón, regreso al lugar de nacimiento y subsecuentemente elección de hospedador aleatoriamente ("filopatría natal"), elección basada en sitio preferido de anidación (hipótesis de selección de sitio de anidación), y elección basada en hábitat preferido (hipótesis de selección de hábitat). De estas hipótesis las de selección de sitio de anidación y de selección de hábitat han sido las más apoyadas por análisis experimentales.

### Susceptibilidad de los hospedadores
Entre las "debilidades" de los instintos reproductivos de los hospedadores potenciales que los hacen susceptibles de ser parasitados están:
- No interrumpir la incubación, aunque se les quite un huevo.
- El dejar sin vigilancia el nido con huevos durante algunas horas del día.
- La ausencia de capacidad de distinción entre un huevo extraño y uno propio.
- No distinción de un pichón de especie ajena que ha incubado.
- Indiferencia por los pichones y huevos propios cuando no están en el nido.
- Alimentación instintiva de cualquier pichón que abra el pico dentro del nido.

### Adaptaciones comunes
Entre las aves parásitas de puesta especialistas, los huevos miméticos son casi una adaptación. Existe cierta evidencia de que el generalista boyero cabecipardo puede haber evolucionado una coloración que mimetiza un número de hospedadores.

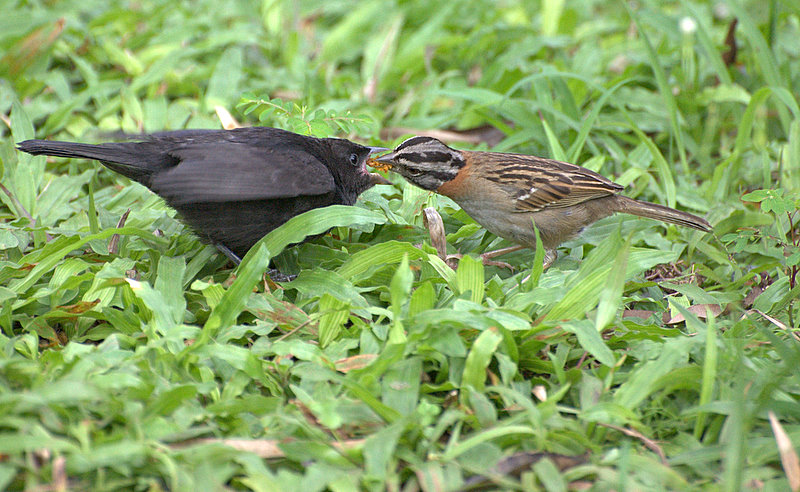
Un pichón de boyero común o vaquero lustroso está siendo alimentado por un afrechero.

La mayoría de las aves parásitas de puesta quitarán huevos del hospedador cuando ponen los suyos propios en el nido. Dependiendo de la especie, esto puede suceder tanto en la misma visita al nido hospedador o en visitas separadas antes o después de parasitarlo. Esto al mismo tiempo previene que los hospedadores se den cuenta que su nido ha sido parasitado y reduce la competición para el pichón parásito cuando eclosiona.
La mayoría de las aves parásitas de puesta tienen periodos de incubación de huevos muy cortos y crecimiento del pichón muy rápido. Esto le da al pichón una ventaja de crecimiento sobre sus compañeros de nido, permitiéndoles ganarles en la competición por comida. En casos donde los pichones de los hospedadores son significativamente menores que los pichones parásitos, los del hospedador pasarán hambre hasta morir. Algunos parásitos de puesta eliminarán a todos los compañeros de nidada poco después de la eclosión, por expulsión del nido o matándolos con garfios afilados en la mandíbula que caen al cabo de pocos días.
Algunos pichones parásitos, como en Cuculus, tienen una depresión o concavidad dorsal que les permite empujar fuera del nido a cualquier huevo o pichón. Otros como en Clamator glandarius (familia Cuculidae) y Vidua (Ploceidae) no la tienen y los pichones parásitos son criados junto a la nidada legítima.

### Hipótesis de acción «mafiosa»
Se ha cuestionado a menudo el por qué la mayoría de los hospedadores de parásitos de puesta cuidan a los pichones de sus parásitos. Estos no solo usualmente difieren significativamente en tamaño y apariencia, sino que es altamente probable que reduzcan el éxito reproductivo de sus hospedadores. ¿Qué posibles beneficios son ganados por proveerles cuidados parentales? A través de estudios para intentar responder esta interrogante se desarrolló la «hipótesis de mafia». Esta hipótesis gira en torno a la manipulación de los hospedadores inducida por comportamientos de los parásitos de puesta. Luego de la detección y rechazo de un huevo de un parásito de puesta por el hospedador, su nido es entonces depredado, destruido y los pichones lastimados o muertos por la hembra parásita. Esta respuesta vengativa está incrementando indirectamente las presiones selectivas favoreciendo los comportamientos agresivos del parásito que resulten en una coevolución positiva entre parásitos con comportamientos mafiosos y comportamientos tolerantes del parasitismo en los hospedadores.
Existen dos especies de aves que se ha especulado realizan este comportamiento similar a la mafia: el boyero cabecipardo de América del Norte, y el críalo europeo. El críalo europeo pone la mayoría de sus huevos en los nidos de la urraca europea. Se ha observado que el críalo europeo visita repetidamente los nidos que ha parasitado, una precondición para la hipótesis de mafia.
Un experimento se llevó a cabo por Soler et al, desde abril a julio, entre 1990 y 1992 en la alta meseta de Hoya de Guadix, España. Los autores observaron los efectos de la remoción de los huevos del críalo en el éxito reproductivo de la urraca, y midieron la reacción de la urraca. Se consideró aceptado el huevo si permanecía en el nido, expulsado si desaparecía entre las revisiones, o abandonado si los huevos estaban presentes pero fríos. Si cualquier miembro del nido faltaba entre las revisiones consecutivas, el nido era considerado como depredado. El éxito reproductivo de la urraca fue medido por el número de pichones que sobrevivían hasta la última visita, la cual era hasta justo antes del tiempo predecible para el abandono del nido por parte de los pichones. Los resultados de estos experimentos muestran que luego de la remoción de los huevos parásitos del críalo europeo, estos nidos eran depredados en proporciones mucho más altas que aquellos donde los huevos parásitos no fueron eliminados. A través del uso de huevos de plastilina que imitaban los de la urraca, se confirmó que la destrucción del nido fue causada por el críalo. Esta destrucción beneficia al críalo, por la posibilidad de que la reanidación de la urraca le permita otra oportunidad para intentar que el huevo parásito sea aceptado.
Otro experimento similar fue realizado entre 1996 y 2002 por Hoover, sobre la relación entre el parásito boyero cabecipardo y un hospedador, la bijirita protonotaria. En su experimento, ellos manipularon la remoción del huevo del boyero y el acceso del boyero al nido de bijirita a prueba de predadores. Los autores encontraron que el 56 % de los nidos con huevos parásitos removidos fueron depredados luego, en comparación con 6 % de los nidos sin remoción de huevos parásitos cuando los nidos no fueron manipulados para impedir que el boyero accediera al nido parasitado. De los nidos que habían sido previamente depredados, que fueron reconstruidos por los hospedadores, fueron destruidos nuevamente en un 85 % de los casos. El número de jóvenes producidos por los hospedadores que expulsaron huevos descendió en un 60 % comparado con aquellos que aceptaron los huevos del boyero. Aunque no hay mucha experimentación realizada para probar la así llamada "Hipótesis mafia", estos dos experimentos muestran resultados bastante convincentes.

### Hipótesis de similitud de sitio de anidación
En esta hipótesis las hembras cuco seleccionan un grupo de especies hospedadoras con sitios de anidación y características de huevos similares a los de ella misma. Esta población de hospedadores potenciales es monitoreada y un nido es escogido dentro de este grupo.
La investigación de colecciones de huevos ha ilustrado un nivel de similitud significativo entre los huevos de cuco y los huevos típicos de la especie hospedadora. Un bajo porcentaje de nidos parasitados mostraron contener huevos de cucos no correspondientes a la morfología específica del huevo del hospedador. En estos nidos con huevos con falta de correspondencia con el hospedador, un alto tanto por ciento de los huevos de cuco mostraron estar correlacionados con la morfología del huevo de otra especie hospedadora con sitios de anidación similares. Esto ha sido señalado como una evidencia de selección por sitio de anidación.
Una crítica a la hipótesis es que ésta no provee mecanismos por los cuales los nidos son escogidos, o cuales señales podrían ser las usadas para el reconocimiento del sitio escogido.

### Respuestas del hospedador
Dado los efectos perjudiciales que los parásitos de puesta pueden tener en el éxito reproductivo de las aves hospedadoras, estas especies han desarrollado varias defensas contra esta amenaza singular.
Dado que el costo de la remoción de huevos que ocurre durante el parasitismo de puesta es irrecuperable, la mejor defensa para el hospedador es evitar el parasitismo en primer lugar. Esto puede tomar varias formas, que incluyen la selección de sitios de anidación que sean difíciles de parasitar, comenzar la incubación tempranamente de forma que ya estén echados en el nido cuando los parásitos los visiten temprano en la mañana, y defensa agresiva del territorio. Un cuco suele inducir a la agresividad de sus posibles hospedadores, que le acosan y persiguen cuando pueden. Las aves que anidan en agregaciones pueden también beneficiarse de la defensa en grupo.
Una vez que el parasitismo ha ocurrido, la próxima mejor defensa es expulsar el huevo parásito. El reconocimiento del huevo parásito está basado en la identificación de diferencias de patrones o cambios en el número de huevos. Esto puede ser hecho asiendo el huevo con el pico si el hospedador tiene el pico suficientemente grande, o si no por la expulsión previa punción del huevo. El comportamiento de expulsión tiene, sin embargo, algún costo, especialmente cuando la especie hospedadora tiene que vérselas con huevos mimetizados. En tal caso, existe la posibilidad inevitable de que los hospedadores se equivoquen con uno de sus propios huevos tomándolo por un huevo parásito al momento de expulsarlo. Además, los hospedadores dañarán a veces sus propios huevos mientras tratan de expulsar los del parásito.
Entre los hospedadores que no exhiben la conducta de expulsión de huevos parásitos, algunos abandonan el nido parasitado y comienzan uno nuevo, como ocurre frecuentemente con el mosquitero silvador, otros incluso destruyen el nido. Sin embargo, ante frecuencias de parasitismo suficientemente altas, este comportamiento resulta mal adaptado dado que el nuevo nido será muy probablemente también parasitado.
Otro comportamiento puede incluir la modificación del nido de forma que excluya los huevos parásitos, tanto tejiendo sobre el huevo o en algunos casos reconstruyendo un nuevo nido sobre el existente.

## Reptiles

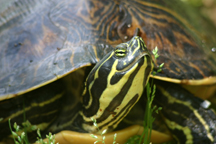
La tortuga de vientre rojo de Florida es un reptil que usa los nidos de caimanes para poner sus huevos.

Algunas especies de tortugas tal como la Pseudemys nelsoni,[cita requerida] pueden escavar los nidos de los cocodrilos y caimanes, cuando la madre se distrae ponen sus huevos en el nido, que luego entierran para que la madre cocodrilo cuide sus huevos, algunas veces la madre cocodrilo ataca a la tortuga puesto que es muy sobreprotectora con sus huevos, aunque muera la tortuga los huevos están seguros con la protección de la madre cocodrilo. Al nacimiento de las crías la madre cocodrilo o caimán transporta sus crías y las de la tortuga al río donde las protege. Este tipo de parasitismo de puesta también es visto en los ríos africanos y asiáticos con tortugas.

## Insectos

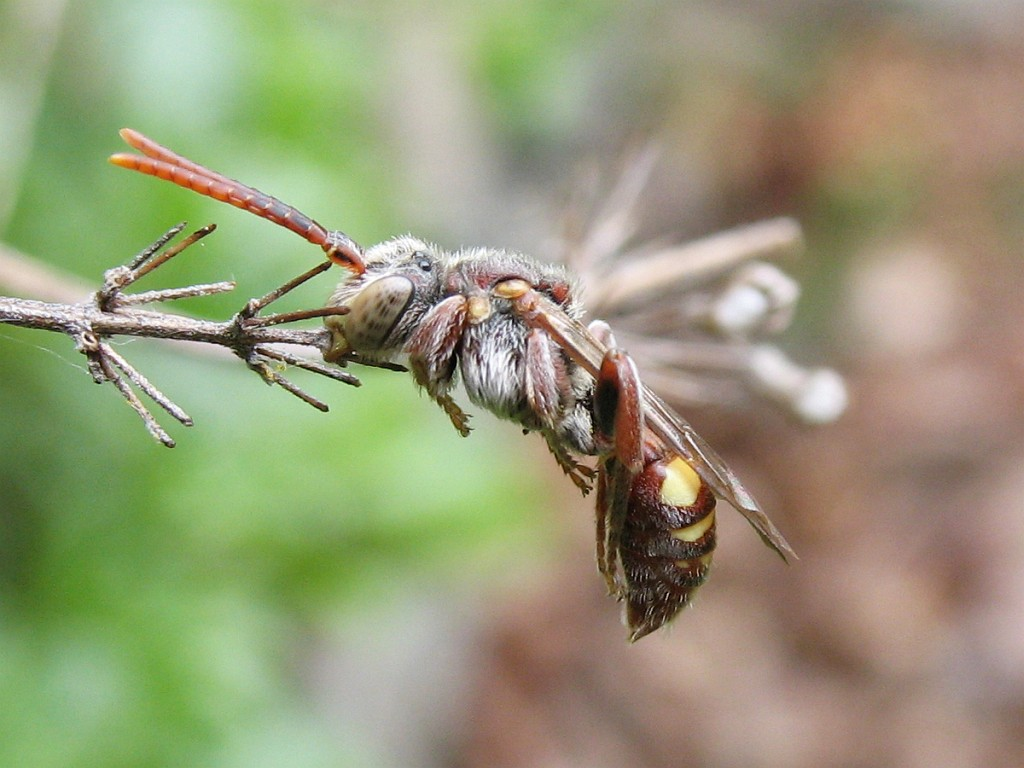
Una abeja cuco del género Nomada.

Hay muchos linajes diferentes de abejas cuco, todas depositan sus huevos en las celdas de cría de otras abejas, pero son mencionados normalmente como "cleptoparásitos" en vez de "parásitos de puesta". Existe también una familia de avispas cuco, muchas de las cuales ponen sus huevos en los nidos de avispas alfareras Eumeninae, y avispas cavadoras Sphecidae y Crabronidae; muchos otros linajes de avispas en varias familias han evolucionado hábitos similares.

## Peces

### Incubadores bucales

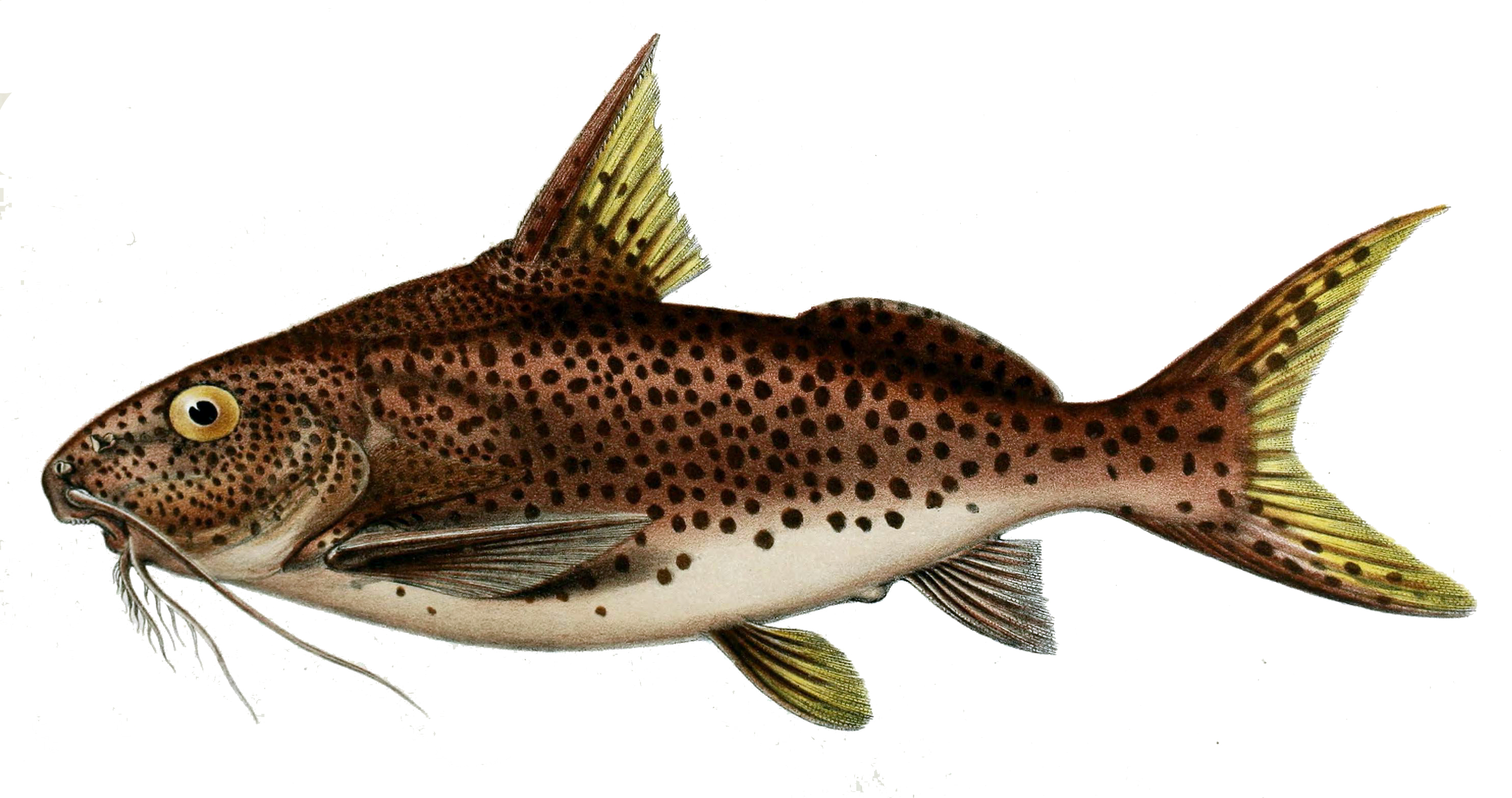
Synodontis multipunctatus

Un siluro de la familia Mochokidae del lago Tanganica, Synodontis multipunctatus, es un parásito de cría de varios cíclidos incubadores bucales. Depositan sus huevos en el sustrato mientras los cíclidos recogen los suyos con lo que se incuban en la boca del hospedador y, al igual que los cucos, eclosionan antes que los propios huevos del hospedador. Los siluros jóvenes se comen a los alevines del hospedador dentro de la boca de éste.

### Parásitos de nido
Un ciprínido, Pungtungia herzi, es un parásito de puesta de la perca de agua dulce Siniperca kawamebari, que vive en Corea del Sur y en el sur de las islas japonesas de Honshu, Kyūshū y Shikoku. Los machos anfitriones vigilan su territorio contra los intrusos durante la temporada de cría, creando un bloque de hierbas como lugar de desove o nido. Las hembras (una o más por sitio) visitan el lugar que el macho defiende para desovar. Los huevos del parásito son más pequeños y pegajosos que los del huésped. En un estudio realizado en 1990 se comprobó que el 65,5 % de los sitios de hospedaje fueron parasitados.